# Istocheta ussuriensis
Istocheta ussuriensis är en tvåvingeart som först beskrevs av Boris Borisovitsch Rohdendorf 1949.  Istocheta ussuriensis ingår i släktet Istocheta och familjen parasitflugor. Inga underarter finns listade i Catalogue of Life.